# Kampong Spoe
Kampong Spoe is de hoofdstad van de Cambodjaanse provincie Kampong Spoe.
Speu is Khmer voor Blimbing, maar Kampong Speu staat bekend vanwege de palmsuiker en wijn.